# Ammar Bozoglu
Ammar Bozoglu (Deventer, 10 april 1997) is een Nederlandse volkszanger van Turkse afkomst.  Als artiestennaam gebruikt hij kortweg zijn voornaam Ammar.

## Biografie

### Jeugd
Bozoglu werd geboren in het Rode Dorp in Deventer. Daar kwam hij voor het eerst in aanraking met muziek van André Hazes en Django Wagner, die hem inspireerden om ook volkszanger te worden. Op zijn derde stuurde zijn moeder hem naar de theaterschool. Toen Bozoglu ouder was, scheidden zijn ouders en droeg hij grote zorg voor het huishouden.

### Doorbraak
Een oude video waarin Bozoglu een nummer van André Hazes zingt in de kebabzaak van zijn achterneef ging in de zomer van 2020 viraal op filmpjessite Dumpert. Dat leverde hem positieve reacties en aanvragen voor tv-programma's op. Later zou Bozoglu verklaren zowel drugsverslaafd als dakloos te zijn geweest en dat de video hem motiveerde om zijn levensstijl te veranderen. Via via kwam Bozoglu in contact met plaatsgenoot Snelle, die hem een contract aanbood bij zijn platenlabel Lieve Jongens.
De debuutsingle Terug Naar Vroeger kwam uit in januari 2022 en werd geproduceerd door Emile Hartkamp. In april 2022 volgde De laatste, een samenwerking met Snelle. In november 2022 was Bozoglu gastartiest tijdens de concerten van De Toppers in de Johan Cruijff ArenA. In 2023 deed Bozoglu mee aan het televisieprogramma De Alleskunner VIPS, waarin hij als 31ste eindigde. In datzelfde jaar deed hij samen met Veronica van Hoogdalem mee aan het televisieprogramma That's My Jam. Ook nam hij deel aan Maestro.
In 2024 deed Bozoglu samen met Donnie mee aan het televisieprogramma Code van Coppens: De wraak van de Belgen. In datzelfde jaar zong hij samen met zijn zusje in het televisieprogramma DNA Singers. In 2025 was Bozoglu te zien als gastartiest in het televisieprogramma Het Holland Huis. In datzelfde jaar deed hij mee aan het televisieprogramma De kwis met ballen VIPS. Ook deed Bozoglu in 2025 mee aan het televisieprogramma Marble Mania en MAX PubQuiz.

## Discografie

### Albums
| Album met eventuele hitnotering(en) in de Nederlandse Album Top 100 | Datum van verschijnen | Datum van binnenkomst | Hoogste positie | Aantal weken | Opmerkingen |
| ------------------------------------------------------------------- | --------------------- | --------------------- | --------------- | ------------ | ----------- |
| Turk uit de kroeg                                                   | 08-11-2024            |                       |                 |              |             |

### Singles
| Single met eventuele hitnotering(en) in de Nederlandse Top 40 | Datum van verschijnen | Datum van binnenkomst | Hoogste positie | Aantal weken | Opmerkingen                                                       |
| ------------------------------------------------------------- | --------------------- | --------------------- | --------------- | ------------ | ----------------------------------------------------------------- |
| Terug naar vroeger                                            | 21-01-2022            | -                     |                 |              | Debuutsingle                                                      |
| De laatste                                                    | 28-04-2022            | -                     |                 |              | met Snelle / Nr. 14 in de Tipparade / Nr. 93 in de Single Top 100 |
| Ons leven                                                     | 12-08-2022            | -                     |                 |              | met Outsiders en Zany                                             |
| De laatste (De Nachtbrakers Remix)                            | 26-08-2022            | -                     |                 |              | met De Nachtbrakers en Snelle                                     |
| Turk uit de kroeg                                             | 09-09-2022            | -                     |                 |              |                                                                   |
| Geef toch mijn leven terug aan mij                            | 20-01-2023            | -                     |                 |              |                                                                   |
| Gesi Bağları                                                  | 03-03-2023            | -                     |                 |              | Cover wegens Aardbeving Turkije-Syrië 2023 / Turkstalig           |
| Langer Dood Dan Dat Je Leeft                                  | 14-07-2023            | -                     |                 |              |                                                                   |
| Koning Van De Nacht                                           | 18-08-2023            | -                     |                 |              | met John West en Billy Dans                                       |
| Een vriend                                                    | 24-11-2023            | -                     |                 |              | met Frans Bauer                                                   |
| Te Makkelijk Verliefd                                         | 12-01-2024            | -                     |                 |              |                                                                   |
| Belastingdienst                                               | 19-04-2024            | -                     |                 |              |                                                                   |
| Sportschool                                                   | 26-07-2024            | -                     |                 |              |                                                                   |
| Space Piloot                                                  | 13-09-2024            | -                     |                 |              | met Donnie                                                        |
| Ik Kom Van Ver                                                | 01-11-2024            | -                     |                 |              |                                                                   |
| Wie Is De Mol                                                 | 13-06-2025            | -                     |                 |              |                                                                   |